# 速川村
速川村（はやかわむら）は、かつて富山県氷見郡にあった村。現在の氷見市西部の速川地区にあたる。
村名は、早借に鎮座する速川神社からとられた。

## 沿革
- 1889年（明治22年）4月1日 - 町村制の施行により、射水郡小久米村、日詰村、早借村、田江村、小窪村、日名田村、三尾村、床鍋村及び葛葉村の区域をもって、射水郡速川村が発足する。
- 1896年（明治29年）3月29日 - 郡制の施行のため、射水郡の区域から分立して、氷見郡が発足により、氷見郡に所属となる。
- 1954年（昭和29年）4月1日 - 氷見市に編入する。

## 歴代村長
出典→
1. 西畠作平（1889年6月3日 - 1892年9月1日）
2. 筧兵衛（1892年9月6日 - 1896年8月10日）
3. 西畠作平（1896年8月26日 - 1900年4月20日）
4. 山本評保（1900年6月1日 - 1901年4月15日）
5. 西畠作平（1901年4月15日 - 1905年4月15日）
6. 大橋正之（1905年4月15日 - 1905年9月21日）
7. 名苗宗次郎（1905年10月10日 - 1909年2月2日）
8. 安達明願（1909年2月2日 - 1909年7月15日）
9. 高瀬次郎助（1909年7月15日 - 1913年4月5日）
10. 大橋安平（1913年5月12日 - 1914年4月25日）
11. 西畠作平（1914年5月2日 - 1918年9月21日）
12. 筧兵三郎（1918年10月1日 - 1921年3月6日）
13. 堀田弥十郎（1921年3月17日 - 1923年9月19日）
14. 村田良平（1923年9月20日 - 1927年9月19日）
15. 名苗織平（1927年10月1日 - 1928年3月16日）
16. 大倉仁作（1928年3月27日 - 1930年3月29日）
17. 山元助作（1930年4月11日 - 1934年3月22日）
18. 横山宗一（1934年3月30日 - 1942年2月15日）
19. 村田良平（1942年2月16日 - 1944年5月5日）
20. 松浦成一（1944年9月10日 - 1947年5月15日）
21. 上野興仁（1947年10月20日 - 1951年10月19日）
22. 堀田敬義（1951年10月20日 - 1954年3月31日）